# Chung Chang-ho

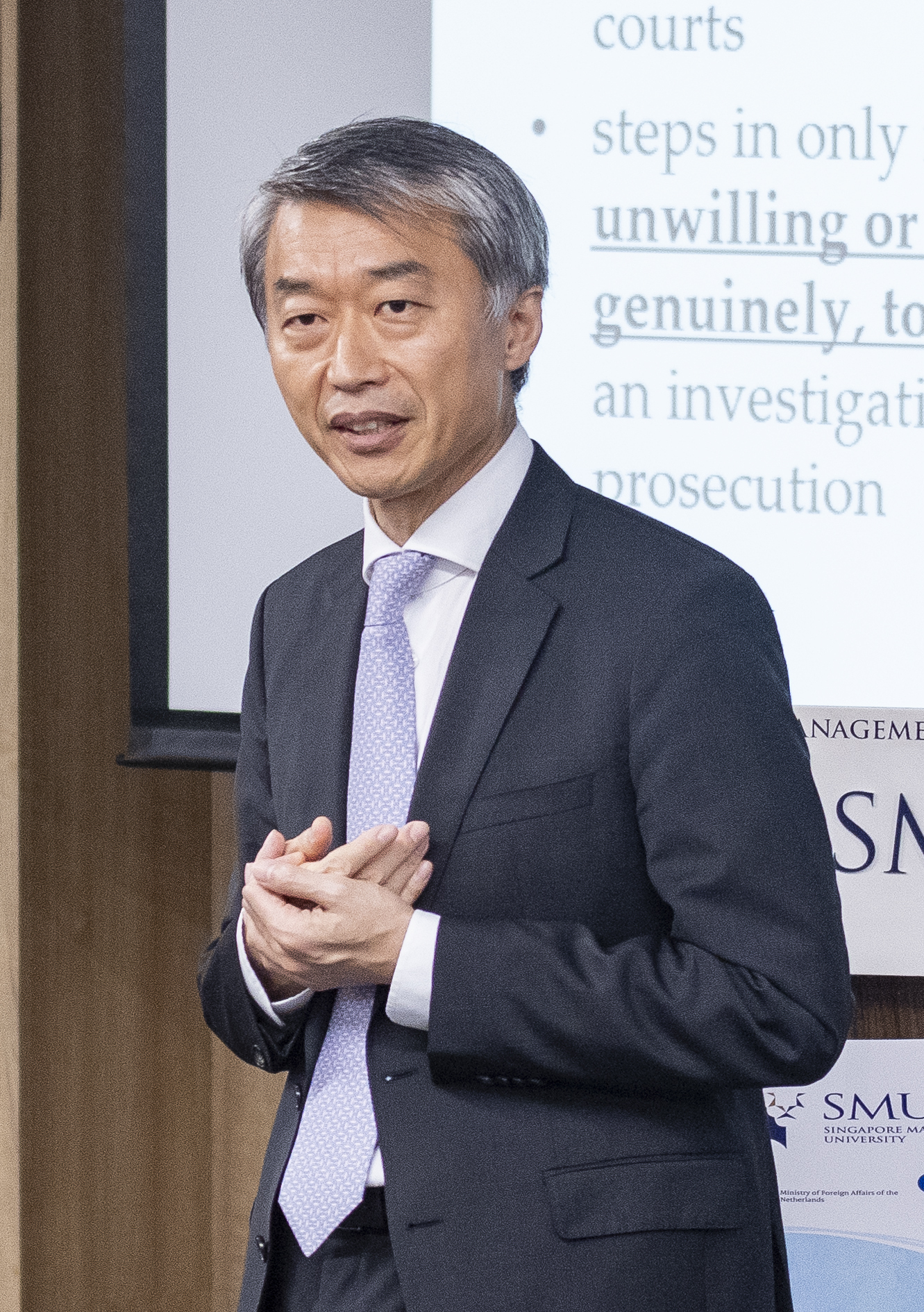
Chung Chang-ho (2018)

Chung Chang-ho (kor. 정창호; * 17. Februar 1967) ist ein südkoreanischer Jurist und war von 2015 bis 2024 Richter am Internationalen Strafgerichtshof.

## Leben und Wirken
Chung studierte ab 1985 Rechtswissenschaften an der Universität Seoul, wo er 1989 zunächst den Bachelor und 1991 den Master of Laws erwarb. Gleichzeitig erhielt er die Zulassung zur südkoreanischen Anwaltschaft. Anschließend durchlief er die Zusatzausbildung zum Richter in Südkorea, die er 1993 abschloss. In der Folge arbeitete er bis 1996 als Richter am Kriegsgericht der Südkoreanischen Luftwaffe. 1996 wechselte er als Richter an ein Bezirksgericht, bevor er 2004 Richter am Obersten Gericht Südkoreas wurde. Von 2008 bis 2010 diente er als Gesandter Südkoreas bei diversen internationalen Kommissionen, unter anderem bei UNCITRAL.
Von 2011 bis 2015 war Chung Richter am Rote-Khmer-Tribunal der Vereinten Nationen in Kambodscha. Ab dem 11. März 2015 war er Richter am Internationalen Strafgerichtshof. Seine neunjährige Amtszeit dauerte bis 2024.
Chung ist verheiratet und Vater von zwei Kindern.